# Кротоне
Кротоне, през древността наричан и Кротон (на италиански: Crotone, Kroton; на гръцки: Κρότων; на латински: Crotona), е община, град и столица на провинция Кротоне в регион Калабрия, в Южна Италия.
Има 61 392 жители (31 декември 2009) и се намира на Йонийско море близо до Тарентски залив.
Градът е основан от Мискелос, син на Алемон, на гроба на героя Кротон през VIII век пр.н.е. от изселели се ахейски гърци и е част от Магна Греция.
От града произлизали множество прочути олимпийски атлети, между които и прочутият борец от 60-те Олимпийски игри за юноши от 540 пр.н.е. Милон, общо шест пъти победител; също така и атлетът по бягане от 480 пр.н.е. Астилос от Кротон.
Около 530 пр.н.е. Питагор се заселва в града и основава философската Питагорейска школа. Демокедес, прочутият лекар, е също от Кротоне.
Градът попада под римско владение през 277 пр.н.е. През 982 г. кайзер Ото II е победен от сарацините на емир Abu l-Qasim в Битката при Кап Колона наблизо до Кротоне.

## Спорт
Представителният футболен отбор на града се казва ФК „Кротоне“.